# Барстоу (Техас)
Барстоу (англ. Barstow) — місто (англ. city) в США, в окрузі Ворд штату Техас. Населення — 265 осіб (2020).

## Географія
Барстоу розташований за координатами 31°27′42″ пн. ш. 103°23′44″ зх. д. / 31.46167° пн. ш. 103.39556° зх. д. (31.461545, -103.395503).  За даними Бюро перепису населення США в 2010 році місто мало площу 1,70 км², уся площа — суходіл.

## Демографія
Згідно з переписом 2010 року, у місті мешкало 349 осіб у 143 домогосподарствах у складі 91 родини. Густота населення становила 205 осіб/км².  Було 175 помешкань (103/км²).
Расовий склад населення:
| - 66,8 % — білих - 0,9 % — чорних або афроамериканців - 0,6 % — азіатів - 28,9 % — осіб інших рас |

До двох чи більше рас належало 2,9 %. Частка іспаномовних становила 78,5 % від усіх жителів.
За віковим діапазоном населення розподілялося таким чином: 22,6 % — особи молодші 18 років, 54,2 % — особи у віці 18—64 років, 23,2 % — особи у віці 65 років та старші. Медіана віку мешканця становила 45,4 року. На 100 осіб жіночої статі у місті припадало 104,1 чоловіків;  на 100 жінок у віці від 18 років та старших — 106,1 чоловіків також старших 18 років.
Середній дохід на одне домашнє господарство  становив 41 501 долар США (медіана — 27 708), а середній дохід на одну сім'ю — 51 275 доларів (медіана — 40 000). За межею бідності перебувало 30,1 % осіб, у тому числі 52,2 % дітей у віці до 18 років та 15,1 % осіб у віці 65 років та старших.
Цивільне працевлаштоване населення становило 160 осіб. Основні галузі зайнятості: роздрібна торгівля — 22,5 %, сільське господарство, лісництво, риболовля — 17,5 %, публічна адміністрація — 13,8 %, транспорт — 13,1 %.